# Atentado de la discoteca Bora Bora de Caucasia de 2017
El atentado de la discoteca Bora Bora de Caucasia fue un hecho ocurrido en Colombia el 29 de diciembre de 2017, cuando una granada de mano estalló dentro de la discoteca Bora Bora dejando alrededor de 40 heridos, los cuales fueron hospitalizados en el hospital César Uribe Piedrahíta y Pajonal y otros fueron acudidos a Montería. El gobierno colombiano adjudicó el incidente al "Clan del Golfo".

## Atentado
A las 12:45 horas del 29 de diciembre, un par de sujetos lanzaron una granada de mano al interior de una discoteca que tiene el nombre de "Bora Bora" en la ciudad de Caucasia. La detonación del artefacto dejó a 43 personas heridas, entre las cuales 11 estaban heridas de gravedad. La policía colombiana desalojó el lugar y algunos de los heridos fueron llevados a hospitales.

## Investigaciones
El gobierno de Colombia adjudicó el hecho al "Clan del Golfo" y se detuvo a dos presuntos autores del atentado que fueron identificados por sus nombres criminales como "Tilico" y "Juliana". Dichos sujetos son jefes de sicarios y presuntos integrantes del Clan del Golfo.
Alias "Juliana" confeso que ella fue la que lanzó la granada al interior de la discoteca.
La Policía confirmó que se trató de un caso de extorsión en el que estaba implicada la dueña de la discoteca donde se llevó a cabo el ataque.
Además, según el coronel Carlos Mauricio Sierra, la hipótesis que más fuerza cobra sobre el móvil del ataque es que el "Clan del Golfo" quiso mandar un mensaje a algunos sujetos que estaban departiendo en el establecimiento y que llegaron del Valle de Aburrá, donde integran una banda de delincuentes (que no identificó) cuya intención es comenzar a competir por la venta de estupefacientes en Caucasia y el Bajo Cauca.